# Raymond Goethals
Raymond Goethals (pronunție în neerlandeză [ˈrɛi̯.ˌmɔnt ˈʝu.ˌtɑls]; n. 7 octombrie 1921, Vorst, Comunitatea Francofonă din Belgia⁠(d), Belgia – d. 6 decembrie 2004, Brussel, Comunitatea Francofonă din Belgia⁠(d), Belgia) a fost un fotbalist și antrenor belgian, care a condus echipa Olympique de Marseille la triumful în Liga Campionilor UEFA în 1993, devenind primul antrenor care a câștigat o competiție europeană cu un club francez.
Uneori numit "Raymond-la-science" ("Raymond-Știința"), "le sorcier" ("Vrăjitorul") sau "le magicien" ("Magicianul"), Goethals a fost cunoscut pentru modul său contondent de a vorbi, obiceiul său de a greși numele jucătorilor și accentul său distinctiv de Bruxelles. Fiind fumător de trabuc, el a fost adesea asociat cu detectivul Columbo din serialul TV polițist, omonim. El este tatăl bine-cunoscutului arbitru UEFA, Guy Goethals, care a oficiat finala Euro 1996.

## Palmares
Anderlecht
- Prima Ligă Belgiană 1994
- Cupa Belgiei 1976, 1988, 1989
- Cupa Cupelor UEFA 1978
- Supercupa Europei 1976, 1978

Standard Liège
- Prima Ligă Belgiană 1982, 1983
- Cupa Belgiei 1981
- Supercupa Belgiei 1981, 1983

Olympique Marseille
- Ligue 1 1991, 1992, 1993
- Liga Campionilor UEFA 1993

## Legături externe
- Materiale media legate de Raymond Goethals la Wikimedia Commons
- Raymond Goethals on www.belgium.be in Dutch/French and English Arhivat în 13 iunie 2010, la Wayback Machine.
- Raymond Goethals' obituary on UEFA.com
- The magician remembered' By Berend Scholten on UEFA.com